# Sidi Omar
Sidi Mohamed Omar (Esmara, Sahara español, 6 de julio[cita requerida] de 1970) es un diplomático y profesor universitario saharaui especializado en estudios de paz y conflictos post-coloniales. Desde abril de 2018 es el representante del Frente Polisario ante las Naciones Unidas. Antes de trasladarse a Nueva York fue embajador de la RASD en Etiopía y representante en la permanente en la Unión Africana.

## Biografía
Nacido en la ciudad de Smara entonces Sahara Español en 1970, tras la ocupación del Sáhara Occidental por parte de Marruecos se trasladó con su familia a los campamentos de refugiados del Frente Polisario huyendo de la ocupación. Realizó sus estudios universitarios con una beca licenciándose en «Crítica y Literatura Dramática» por el Instituto Superior de Arte Dramático de Damasco (Siria). Tras varios años en el cuerpo diplomático de la RASD decidió especializar su formación en negociación y resolución de conflictos realizando una maestría en Estudios de Paz y Conflictos de la Universidad de Jaime I de Castellón. En el 2000 se matriculó en el programa de Máster y más tarde realizó el doctorado europeo. En mayo de 2006 se doctoró en Universidad Jaime I con la tesis Los estudios Post-coloniales: hacia un nuevo proyecto para la crítica y la transformación cultural  publicada en  2008 por la propia universidad. 

### Trayectoria diplomática
En 1996 se incorporó al cuerpo diplomático de la RASD. Desde 1996 ha participado en varias misiones en África, Asia, Europa, las Naciones Unidas y la Unión Africana como miembro del cuerpo diplomático de la República Saharaui (RASD) y del Frente Polisario. También formó parte de la delegación negociadora del Frente Polisario con Marruecos en las negociaciones supervisadas por la ONU sobre el futuro del Sáhara Occidental, celebradas entre 2007 y 2008 en Manhasset. En abril de 2018 fue nombrado representante del Frente Polisario en la Naciones Unidas tras el fallecimiento de Bujari Ahmed.
Habla árabe, inglés, español.

### Trayectoria docente
Como docente ha sido investigador en el Instituto Interuniversitario de Desarrollo Social y Paz (IUDESP) y de la Cátedra UNESCO de Filosofía para la Paz de la misma Universidad, en cuyo marco ha desarrollado su actividad investigadora . Desde 2011 es docente como profesor invitado en el Master Universitario de Estudios Internacionales de Paz, Conflictos y Desarrollo y en el Máster en Comunicación Intercultural y Enseñanza de Lenguas de la Universitat Jaume I. Ha sido también profesor invitado en la Universidad Abierta de Cataluña, impartiendo las asignaturas en español y en inglés, sobre filosofía para la paz, la interculturalidad, el diálogo intercultural desde una perspectiva poscolonial, introducción a los estudios de paz y desarrollo, las metodologías de investigación y la violencia política relacionada con el salafismo violento.

## Publicaciones

### Libros
- Los Estudios Post-Coloniales: una Introducción Crítica, Castellón de la Plana: Universidad Jaime I. (2008)
- El Papel de la Sociedad Civil en La Construcciónde la Paz en el Sáhara Occidental. Barcelona: Icaria-Editorial. (2008)